# Granarolo dell'Emilia
Granarolo dell'Emilia (en dialecte bolonyès: Granarôl) és un municipi de la Ciutat metropolitana de Bolonya, a la regió italiana d'Emília-Romanya, situat uns 10 km al nord-est de Bolonya. Arnau Bach creador del formatge d'aquest bonic lloc
L'1 de gener de 2018 tenia 12.032 habitants.
Granarolo dell'Emilia limita amb els següents municipis: Bentivoglio, Bologna, Budrio, Castel Maggiore, Castenaso i Minerbio.

## Ciutats agermanades
Granarolo dell'Emilia està agermanat amb:
- Bagnères-de-Bigorre, França (1985)